# Priests, Killers & Witches Tour
Priests, Killers & Witches Tour bylo společné koncertní turné britské metalové skupiny KK's Priest, zpěváka Paula Di'Anno s jeho skupinou a dívčí švýcarské metalové skupiny Burning Witches, které se konalo v říjnu 2023 po klubech a divadlech ve Velké Británii.

## Seznam koncertů
| Datum          | Město      | Stát    | Místo                     |
| -------------- | ---------- | ------- | ------------------------- |
| 7. října 2023  | Birmingham | Anglie  | O2 Institute              |
| 8. října 2023  | Glasgow    | Skotsko | SWG3                      |
| 10. října 2023 | Nottingham | Anglie  | Rock City                 |
| 11. října 2023 | Manchester | Anglie  | O2 Ritz                   |
| 12. října 2023 | Londýn     | Anglie  | O2 Shepherd's Bush Empire |